# Peter Connelly

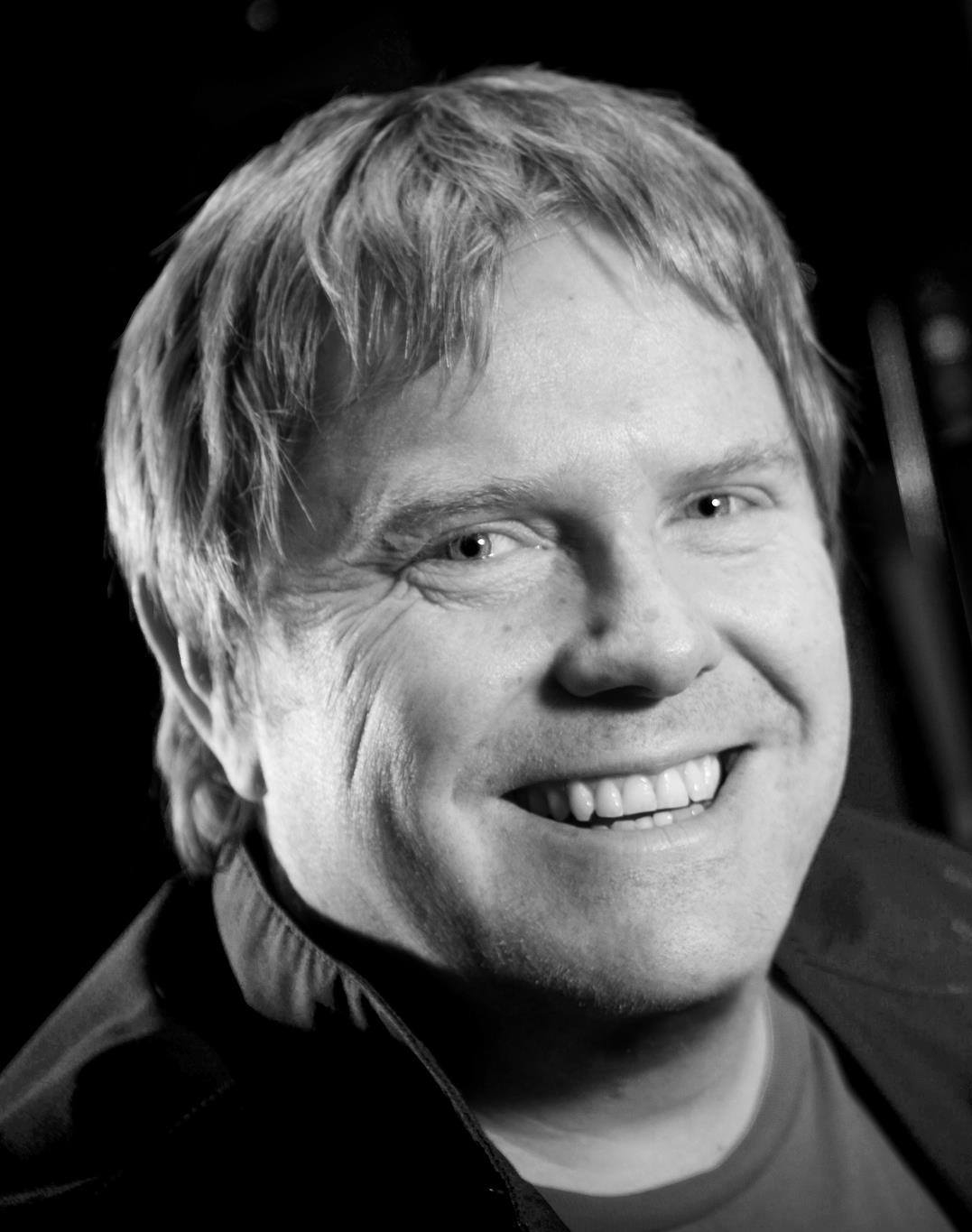

Peter Connely (nacido el 8 sept. 1972 en Inglaterra) es un compositor de música y diseñador de sonido para juegos de video. Principalmente trabajó con Core Design para tres entregas de la serie Tomb Raider, pero también con Eutechnyx y Ubisoft Reflections.
Peter tiene un estudio de producción musical, ingeniería de sonido y diseño de sonido llamado Universal Sound Design.
El estudio violonchelo, guitarra y piano, y está calificado en la technologia musical en el colegiu Newcastle. El piensa que John Williams y Danny Elfman son dos grandes compositores que han influenciado su estilo.
La banda sonora del juego Tomb Raider: El ángel de la oscuridad es la primera integrada por una orquesta real. Siguiendo la estela de su predecesor, Nathan McCree, Peter mantuvo instrumentos como oboe, corno inglés, arpa y flauta para representar a Lara.

## Obras destacables
- Driver: San Francisco (2011) (como diseñador de sonido)[2]
- Tomb Raider: The Angel of Darkness (con Martin Iveson) (2003)[1]
- Herdy Gerdy (2002) (con Martin Iveson)
- Tomb Raider: Chronicles (2000)[1]
- Tomb Raider: The Last Revelation (1999)[1]